# 기록 변조법
기록 변조법은 레이저나 자기장의 인텐시티(강도)를 변조하여 마크를 기록하여 재생하는 데 효율적인 마크의 형태를 주기 위해서 자료를 기록 변조 펄스 부호로 변환하는 방법을 말한다. 플로피 디스크는 MFM으로 rll(1,3), 자기 디스크는 RLL(1,7) 방식 등과, CD는 EFM, 디비디는 EFM+ 방식이 사용되고 있다.